# Methanospirillaceae
En taxonomía, los Methanospirillaceae son una familia de organismos microbiales las Methanomicrobiales.
Esta familia contiene solamente un género, Methanospirillum. Todas las especies son arqueas metanógenas. Las células poseen forma de barra, y forman filamentos.  Por lo más, producen energía de la reducción de dióxido de carbono con hidrógeno, pero unas especies también pueden usar formato como sustrato.  Son Gram-negativas y se mueven por flagelos a los dos lados de la célula. Son estrictamente anaerobias, y se encuentran en los suelos de los humedales y sistemas de tratamiento de residuos anaeróbicos.

## Otras lecturas

### Revista científicas
- Judicial Commission of the International Committee on Systematics of Prokaryotes (2005). «The nomenclatural types of the orders Acholeplasmatales, Halanaerobiales, Halobacteriales, Methanobacteriales, Methanococcales, Methanomicrobiales, Planctomycetales, Prochlorales, Sulfolobales, Thermococcales, Thermoproteales and Verrucomicrobiales are the genera Acholeplasma, Halanaerobium, Halobacterium, Methanobacterium, Methanococcus, Methanomicrobium, Planctomyces, Prochloron, Sulfolobus, Thermococcus, Thermoproteus and Verrucomicrobium, respectively. Opinion 79». Int. J. Syst. Evol. Microbiol. 55 (Pt 1): 517-518. PMID 15653928. doi:10.1099/ijs.0.63548-0.
- Euzeby JP; Tindall BJ (2001). «Nomenclatural type of orders: corrections necessary according to Rules 15 and 21a of the Bacteriological Code (1990 Revision), and designation of appropriate nomenclatural types of classes and subclasses. Request for an Opinion». Int. J. Syst. Evol. Microbiol. 51 (Pt 2): 725-727. PMID 11321122.
- Rouviere P; Mandelco L; Winker S; Woese CR (1992). «A detailed phylogeny for the Methanomicrobiales». Syst. Appl. Microbiol. 15 (3): 363-371. PMID 11540078. doi:10.1016/S0723-2020(11)80209-2.
- Balch WE; Fox GE; Magrum LJ; Woses CR et al. (1979). «Methanogens: reevaluation of a unique biological group». Microbiol. Rev. 43 (2): 260-296. PMC 281474. PMID 390357.

### Libros científicos
- Boone DR; Whitman WB; Koga Y (2001). «Family III. Methanospirillaceae fam. nov.».  En DR Boone; RW Castenholz, eds. Bergey's Manual of Systematic Bacteriology Volume 1: The Archaea and the deeply branching and phototrophic Bacteria (2nd edición). New York: Springer Verlag. pp. 169. ISBN 978-0-387-98771-2.

### Bases de datos científicos
- PubMed
- PubMed Central
- Google Scholar